# Nålebinding

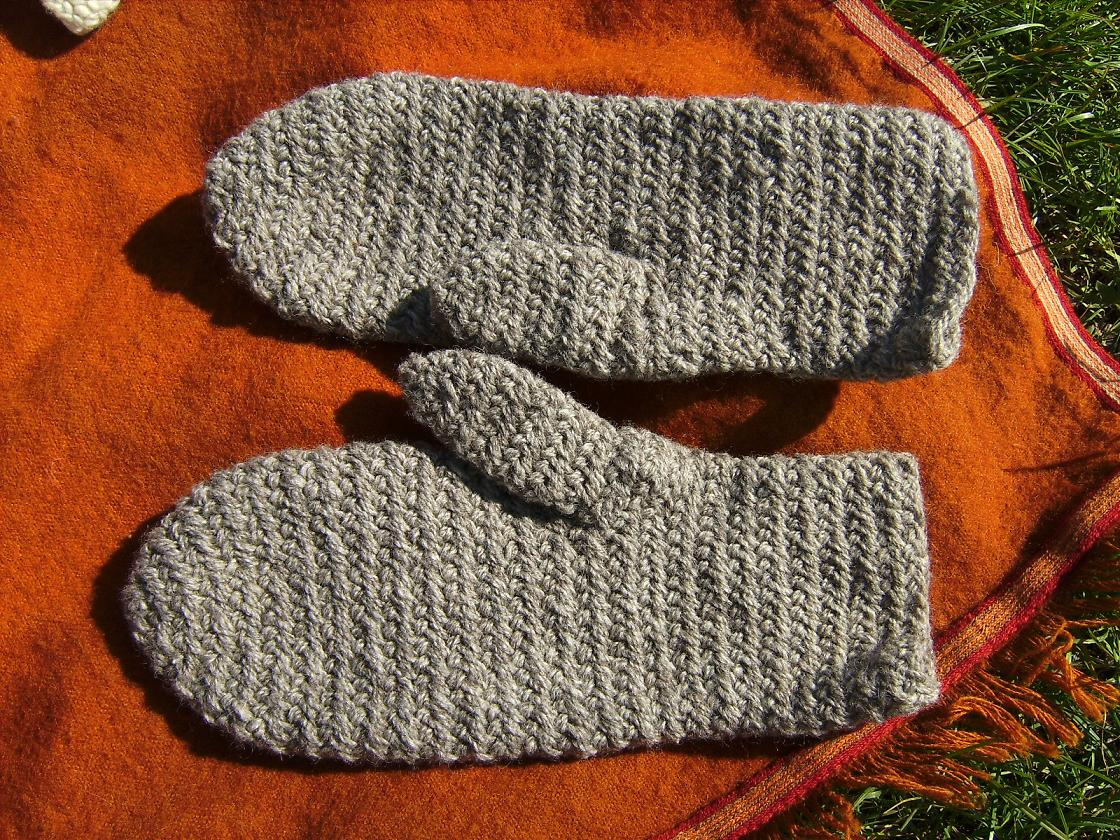
Nålebinding.

Nålebinding (Danès: "ajuntar amb una agulla", també naalbinding, nålbinding, nålbindning o naalebinding) és una tècnica de creació de teixit anterior el ganxet i la mitja. La tècnica és diferent al ganxet ja que consisteix en passar tota la longitud de fil amb el que es treballa a través de cada cercle, al contrari del ganxet que està format únicament per bucles. També és diferent a la mitja ja que la longitud de fil que es fa servir s'ha d'ajuntar durant el procés del nålebinding, enlloc d'un fil continu de llana que es pot desfer fàcilment.
El nålebinding encara és una tècnica practicada per dones de la tribu Nanti, gent indígena de la regió de Camisea al Perú. També és una tècnica popular als països escandinaus i als Balcans.

## Història
El fragment tèxtil de nålebinding més antic que s'ha trobat datat del 6500 aC va ser trobat a la cova Nahal Hemar, a Israel. Un altre fet a partir de fibres bastes de til·ler, del període Ertebølle 4200 aC va ser trobat a Tybrind Vig, un poble pescador mesolític a Dinamarca.
Històricament les agulles estaven fetes de fusta, ossos o cornamenta. Actualment també estan fetes de plàstic.
El nålebinding és més antic que la mitja i el ganxet. Mostres històriques normalment s'han identificat incorrectament com a mitja degut a com similars es veu el producte acabat si es fa servir una puntada en concret.